# Aleksey Mamykin
Aleksei Ivanovich Mamykin (Veryaevo, 29 de fevereiro de 1936 - 20 de setembro de 2011) foi um futebolista soviético, que atuava como atacante.

## Carreira
Aleksey Mamykin fez parte do elenco da Seleção Soviética na Copa do Mundo de 1962. 

## Títulos
- Primeira Divisão Soviética: 1957

## Ligações Externas
- Perfil em FIFA.com (em inglês)